# Reflection of You
Reflection of You (hangeul : 너를 닮은 사람 ; RR : Neoreul Dalm-eun Saram) est une série télévisée sud-coréenne. La série basée sur un roman de l'écrivain Jung So-hyeon.

## Distribution

### Acteurs principaux
- Go Hyun-jung (en) : Jeong Hee-joo
- Shin Hyun-been : Gu Hae-won
- Kim Jae-young (en) : Seo Woo-jae
- Choi Won-young (en) : Ahn Hyeon-seong

### Acteurs secondaires

#### Les gens autour de Jeong Hee-joo
- Kim Bo-yeon (en) : Park Young-sun
- Shin Dong-wook (en) : Jeong Seon-woo
- Jang Hye-jin : Ahn Min-seo
- Hong Seo-jun : Lee Hyung-ki
- Kim Su-an : Ahn Li-sa
- Kim Dong-ha : Ahn Ho-su
- Park Seong-yeon : Lee Dong-mi
- Yang Jo-ah : La nouvelle tutrice de Li-sa[3]

#### Les gens autour de Gu Hae-won
- Lee Ho-jae : Gu Kwang-mo
- Seo Jeong-yeon (en) : Gu Jeong-yeon
- Kim Sang-ho (en) : Yoon Sang-ho
- Shin Hye-ji : Lee Joo-young
- Seo Jin-won : Lee Il-seong

### Autres
- Kim Ho-jung : Lee Jung-eun
- Han Jae-yi : Yoon Jeong
- Kang Ae-sim : Ok-su

## Production

### Fiche technique
- Titre original : 너를 닮은 사람
- Titre international : Reflection of You
- Réalisation : Lim Hyeon-wook
- Scénario : Yoo Bo-ra
- Musique : Nam Hye-seung (en)
- Production : Park Jae-sam, Kim Ji-woo, Ham Young-hoon, Park Woo-ram, Kim Bo-reum

Production déléguée : Jo Na-hyeon, Jeong Dae-woong, Jeong Go-eun
- Sociétés de production : JTBC Studios (en) et Celltrion Entertainment (en)
- Sociétés de distribution : JTBC (Corée du Sud) ; Netflix (monde)
- Pays d'origine :  Corée du Sud
- Langue originale : coréen
- Format : couleur - HD 1080i - Dolby Digital
- Genre : Mélodrame
- Durée : 62–70 minutes
- Dates de diffusion :
  - Corée du Sud : 13 octobre 2021 sur JTBC